# Gryphenhübeli
Das Gryphenhübeli ist ein statistischer Bezirk im Stadtteil Kirchenfeld-Schosshalde (IV) im Süden von Bern. Zum statistischen Bezirk gehört neben Gryphenhübeli/Thunplatz noch der Bärenpark am Aareufer.
Im Jahr 2022 lebten im statistischen Bezirk 1920 Einwohner, davon 1561 Schweizer und 359 Ausländer.
Der Name des Gryphenhübeli-Quartiers geht auf Franz Samuel Gryph, den Besitzer des Wyttenbacher-Guts, zurück. Zeitweise hiess es auch Egggut oder Gut beim Kirchenfeldhübeli.